# Inhibition (Feuerwehr)
Als Inhibition (von lateinisch inhibere ‚hemmen‘, ‚unterbinden‘, ‚anhalten‘) bezeichnet man im deutschen Feuerwehr-Jargon den sogenannten „antikatalytischen Löscheffekt“, der einen Verbrennungsvorgang unterbrechen soll.

## Antikatalytischer Löscheffekt
Als antikatalytischer Löscheffekt wird in der Feuerwehr-Literatur ein Löschmittel verstanden, das aus einer Reaktion unverändert wieder hervorgeht, also selbst nicht verbraucht wird. Der Begriff Antikatalysator kann dabei nicht analog zum Begriff Katalysator aus der Chemie verstanden werden, denn ein chemischer Katalysator beschleunigt eine Reaktion, ohne dabei verändert zu werden. Ein „Antikatalysator“ wäre demnach eine Substanz, welche eine Reaktion verlangsamt und sich dabei nicht verändert. Das ist bei Löschmitteln aber kaum der Fall, siehe auch Flammschutzmittel.
Der sogenannte „antikatalytische Löscheffekt“ kommt bei den Brandklassen B und C, meistens Flammenbrände, zum Tragen und ist die Hauptlöschwirkung bei den Löschmitteln Pulver und Halon.

## Arten der Inhibition
Vereinfacht wird zwischen zwei Arten der Inhibition unterschieden: der homogenen Inhibition (Löschmittel: z. B. Halon und brennbarer Stoff: z. B. Erdgas, haben den gleichen Aggregatzustand) und der heterogenen Inhibition (Löschmittel: z. B. Löschpulver und brennbarer Stoff: z. B. Benzin – stark vereinfacht, haben verschiedene Aggregatzustände).

### Homogene Inhibition
Halon, welches in der Flamme zerfällt, bewirkt eine Bildung von Radikalen. Diese erzeugen eine Kettenabbruchreaktion (sog. Rekombination), die eine weitere Verbrennung unmöglich macht.

### Heterogene Inhibition
Durch die große Oberfläche in der Gesamtzahl des Löschpulvers werden die so genannten Radikale unschädlich gemacht und die Verbrennungsreaktion wird dadurch gehemmt beziehungsweise angehalten.